# Europese kampioenschappen roeien 2010
De Europese kampioenschappen roeien 2010 werden van vrijdag 10 september tot en met zondag 12 september gehouden op de Centro Náutico in het Portugese Montemor-o-Velho. Er werden medailles verdeeld op tweeëntwintig onderdelen, dertien bij de mannen en negen bij de vrouwen.

## Medaillewinnaars

### Mannen
| Bootklasse              | Goud | Goud    | Zilver | Zilver  | Brons | Brons   |
| Skiff M1x               | Tsjechië Ondřej Synek | 6:47,96 | Zweden Lassi Karonen | 6:50,76 | Duitsland Karl Schulze | 6:52,49 |
| Twee zonder M2-         | Griekenland Georgios Tziallas Ioannis Christou | 6:30,34 | Italië Lorenzo Carboncini Niccolò Mornati | 6:33,35 | Servië Marko Marjanović Nikola Stojić | 6:36,85 |
| Dubbel twee M2x         | Frankrijk Cédric Berrest Julien Bahain | 6:12,12 | Estland Allar Raja Kaspar Taimsoo | 6:12,90 | Tsjechië Petr Vitasek David Jirka | 6:13,57 |
| Twee met M2+            | Wit-Rusland Vadzim Lialin Aliaksandr Kazubouski Piotr Piatrynich                                                                                           | 7:45.50 | Italië Simone Ponti Mario Palmisano Andrea Lenzi (s) | 7:48.79 | Tsjechië Jakub Houška Jakub Makovička Oldřich Hejdušek | 7:53.44 |
| Vier zonder M4-         | Duitsland René Bertram Jochen Urban Urs Käufer Florian Eichner                                                                                             | 5:52,54 | Griekenland Stergios Papachristos Giannis Tsilis Nikolaos Gountoulas Apostolos Gountoulas                                                                | 5:54,08 | Tsjechië Jan Gruber Milan Doleček Milan Bruncvík Michal Horváth | 5:54,09 |
| Dubbel vier M4x         | Polen Konrad Wasielewski Marek Kolbowicz Michał Jeliński Adam Korol                                                                                        | 5:53,04 | Kroatië David Šain Martin Sinković Damir Martin Valent Sinković                                                                                          | 5:54,05 | Oekraïne Volodymyr Pavlovskyy Serhiy Hryn Serhiy Biloushchenko Ivan Dovhodko                                                                                       | 5:54,36 |
| Acht M8+                | Duitsland Gregor Hauffe Maximilian Reinelt Kristof Wilke Florian Mennigen Richard Schmidt Lukas Müller Toni Seifert Sebastian Schmidt Martin Sauer (s)     | 5:51,94 | Polen Rafał Hejmej Jarosław Godek Piotr Hojka Krystian Aranowski Michał Szpakowski Marcin Brzeziński Piotr Juszczak Mikołaj Burda Daniel Trojanowski (s) | 5:54,22 | Oekraïne Andriy Pryveda Viktor Hrebennikov Anton Kholyaznykov Dmytro Prokopenko Oleh Lykov Valentyn Kletskoy Andriy Shpak Sergiy Chykanov Oleksandr Konovaliuk (s) | 5:57,82 |
| Lichte skiff LM1x       | Italië Marcello Miani | 7:45.41 | Nederland Jaap Schouten | 7:49.18 | Slowakije Lukáš Babač | 7:51.45 |
| Lichte twee zonder LM2- | Frankrijk Fabien Tilliet Jean-Christophe Bette | 7:12.99 | Nederland Joris Pijs Paul Drewes | 7:21.39 | Spanje Andreu Castella Rubén Álvarez | 7:22.87 |
| Lichte dubbel twee LM2x | Duitsland Linus Lichtschlag Lars Hartig | 6:21,46 | Portugal Pedro Fraga Nuno Mendes | 6:22,50 | Frankrijk Jérémie Azou Rémi Di Girolamo | 6:23,99 |
| Lichte vier zonder LM4- | Duitsland Bastian Seibt Jost Schömann-Finck Jochen Kühner Martin Kühner                                                                                    | 5:54,78 | Polen Łukasz Pawłowski Łukasz Siemion Miłosz Bernatajtys Paweł Rańda                                                                                     | 5:56,58 | Zwitserland Simon Schürch Lucas Tramèr Simon Niepmann Mario Gyr | 5:58,29 |
| Lichte dubbel vier LM4x | Italië Franco Sancassani Pietro Ruta Fabrizio Gabriele Stefano Basalini                                                                                    | 6:19.06 | Denemarken Steffen Jensen Martin Batenburg Christian Nielsen Hans Christian Sørensen                                                                     | 6:20.85 | Frankrijk Pierre-Etienne Pollez Stany Delayre Alexandre Pilat Frédéric Dufour                                                                                      | 6:27.79 |
| Lichte acht LM8+        | Italië Luigi Scala Davide Riccardi Luca De Maria Armando Dell'Aquila Emiliano Ceccatelli Gennaro Gallo Livio La Padula Bruno Mascarenhas Vincenzo Di Palma | 6:08.64 | Denemarken Anders Hansen Lasse Dittmann Sophus Johannesen Jens Nielsen Daniel Zielinski Thorbjoern Patscheider Jacob Barsøe Martin Kristensen Emil Blach | 6:09.24 | Portugal Joao Gabriel Manuel Ferreira Octávio Barbosa Joao Rodrigues Pedro Vitor Jorge Correia Carvalho Joao Costa Amorim Ricardo Carraco Rui Torres               | 6:25.66 |

### Vrouwen
| Bootklasse              | Goud | Goud    | Zilver | Zilver  | Brons | Brons           |
| Skiff W1x               | Wit-Rusland Jekaterina Karsten | 7:24,63 | Tsjechië Miroslava Knapková | 7:25,90 | Zweden Frida Svensson | 7:27,47         |
| Twee zonder W2-         | Roemenië Camelia Lupașcu Nicoleta Albu | 7:22,89 | Duitsland Kerstin Hartmann Marlene Sinnig | 7:25,25 | Kroatië Sonja Keserac Maja Anic | 7:27,62         |
| Dubbel twee W2x         | Duitsland Annekatrin Thiele Stephanie Schiller | 6:49,87 | Polen Magdalena Fularczyk Julia Michalska | 6:51,86 | Italië Laura Schiavone Elisabetta Sancassani | 6:53,39         |
| Vier zonder W4-         | Wit-Rusland Hanna Haura Natallia Helakh Natallia Haurylenka Zinaida Kliuchynskaya                                                                           | 7:28.81 | Italië Samantha Molina Gioia Sacco Claudia Wurzel Valentina Calabrese                                                                                                  | 7:35.44 | Slechts 2 boten | Slechts 2 boten |
| Dubbel vier W4x         | Oekraïne Kateryna Tarasenko Olena Buryak Anastasiya Kozhenkova Yana Dementyeva                                                                              | 6:22,22 | Duitsland Britta Oppelt Carina Bär Tina Manker Julia Richter | 6:24,42 | Zwitserland Regina Naunheim Nora Fiechter Katja Hauser Martina Ernst                                                                                 | 6:28,69         |
| Acht W8+                | Roemenië Roxana Cogianu Ionelia Zaharia Maria Bursuc Ioana Crăciun Adelina Cojocariu Nicoleta Albu Camelia Lupașcu Enikő Mironcic Talida-Teodora Gîdoiu (s) | 6:36,45 | Nederland Kirsten Wielaard Claudia Belderbos Roline Repelaer van Driel Sytske de Groot Chantal Achterberg Nienke Kingma Carline Bouw Femke Dekker Anne Schellekens (s) | 6:39,35 | Duitsland Eva Paus Anika Kniest Constanze Siering Silke Günther Kathrin Thiem Ulrike Sennewald Nina Wengert Anna-Maria Kipphardt Laura Schwensen (s) | 6:41,51         |
| Lichte skiff LW1x       | Duitsland Marie-Louise Dräger | 8:39.47 | Oostenrijk Michaela Taupe-Traer | 8:46.15 | Italië Laura Milani | 8:53.30         |
| Lichte dubbel twee LW2x | Griekenland Christina Giazitzidou Alexandra Tsiavou | 6:58,18 | Polen Magdalena Kemnitz Agnieszka Renc | 7:06,16 | Duitsland Daniela Reimer Anja Noske | 7:08,29         |
| Lichte dubbel vier LW4x | Italië Enrica Marasca Giulia Pollini Eleonora Trivella Erika Bello                                                                                          | 7:15.18 | Denemarken Christina Pultz Marie Gottlieb Mia Espersen Sarah Christensen                                                                                               | 7:21.07 | Slechts 2 boten | Slechts 2 boten |

## Medailleklassement
| Plaats | Land        | Goud | Zilver | Brons | Totaal |
| 1      | Duitsland   | 6    | 2      | 3     | 11     |
| 2      | Italië      | 4    | 3      | 2     | 8      |
| 3      | Wit-Rusland | 3    | 0      | 0     | 3      |
| 4      | Griekenland | 2    | 1      | 0     | 3      |
| 5      | Frankrijk   | 2    | 0      | 2     | 4      |
| 6      | Roemenië    | 2    | 0      | 1     | 2      |
| 7      | Polen       | 1    | 4      | 0     | 5      |
| 8      | Tsjechië    | 1    | 1      | 3     | 5      |
| 9      | Oekraïne    | 1    | 0      | 2     | 3      |
| 10     | Denemarken  | 0    | 3      | 0     | 3      |
| 10     | Nederland   | 0    | 3      | 0     | 3      |
| 12     | Kroatië     | 0    | 1      | 1     | 2      |
| 12     | Estland     | 0    | 1      | 1     | 2      |
| 12     | Portugal    | 0    | 1      | 1     | 2      |
| 15     | Oostenrijk  | 0    | 1      | 0     | 1      |
| 15     | Zweden      | 0    | 1      | 0     | 1      |
| 17     | Servië      | 0    | 0      | 1     | 1      |
| 17     | Zwitserland | 0    | 0      | 1     | 1      |
| 17     | Slowakije   | 0    | 0      | 1     | 1      |
| 17     | Spanje      | 0    | 0      | 1     | 1      |
| Totaal | Totaal      | 22   | 22     | 20    | 64     |